# Tetrapropylzinn
Tetrapropylzinn ist eine chemische Verbindung aus der Gruppe der zinnorganischen Verbindungen.

## Gewinnung und Darstellung
Tetrapropylzinn kann durch Reaktion von Zinn(IV)-chlorid mit Propylmagnesiumbromid in Tetrahydrofuran gewonnen werden.

## Eigenschaften
Tetrapropylzinn ist eine farblose Flüssigkeit mit unangenehmem Geruch.

## Verwendung
Tetrapropylzinn kann zur Herstellung von Dichlordipropylzinn und Propan-1-sulfinylchlorid bei Raumtemperatur verwendet werden. Es kann auch als Katalysator für die Olefin-Polymerisation und als Stabilisator für Vinylharze eingesetzt werden.